# 1975年澳大利亚宪政危机
1975年澳大利亚宪政危机（1975 Australian constitutional crisis，又称“解雇门”）被认为是二十世纪澳大利亚历史上最严重的政治和宪政危机，其最终导致了惠特拉姆总理領導的工党政府于1975年11月11日被时任总督约翰·克尔爵士解散。随后克尔总督任命反对党领袖马尔科姆·弗雷泽出任看守政府总理。
在1972年大选中，惠特拉姆领导的工党以5.4%的微弱优势胜出，但参议院仍由自由党和国家党的保守派联盟控制，参众两院分属不同阵营的现象在1974年选举后仍没有较大变化。尽管惠特拉姆内阁在执政时期引入许多新政，但其也一直饱受丑闻和政策失当的困扰。1975年10月，反对党保守派联盟利用其控制的参议院驳回了稍早时众议院通过的由内阁提交的旨在支持金融体系的财政拨款法案。反对党保守派联盟随后宣称将继续反对该法案，除非惠特拉姆同意解散政府举行大选。假使惠特拉姆不举行大选，他们还将会敦请克尔总督解散政府以实现他们的要求。当时惠特拉姆认为总督不会解散他们的政府，而当时克尔总督也没有采取行动打消惠特拉姆的这种错误想法。
1975年11月11日，为了打破僵局，惠特拉姆决定对参议院半数议席再次进行改选。当惠特拉姆前去总督府报请克尔总督批准时，却被克尔宣布解除了他的总理职务，并且任命了自己的对手弗雷泽担任总理职务。这一决定并未按例事先征得惠特拉姆的同意，并且政府的更迭之速使工党议员措手不及，弗雷泽及其盟友随后迅速通过预算案，並隨即向總督提請解散眾議院。克尔总督同时宣布解散参众两院全部議席再次举行大选，弗雷泽領導的保守派聯盟在随后的大选中以优势胜出。
此次事件后，澳大利亚联邦宪法进行了小规模的修改。参议院继续拥有封殺预算案的权力，总督也继续持有解散政府的权力，但两项权力在此之后从未行使。克尔因此事受到工党的广泛批评，随即提前结束总督任期并在海外度过了余生中的大部分日子。尽管克尔于1991年去世，但对他的批评声仍余音未歇，而惠特拉姆和弗雷泽则最终达成和解。

## 背景

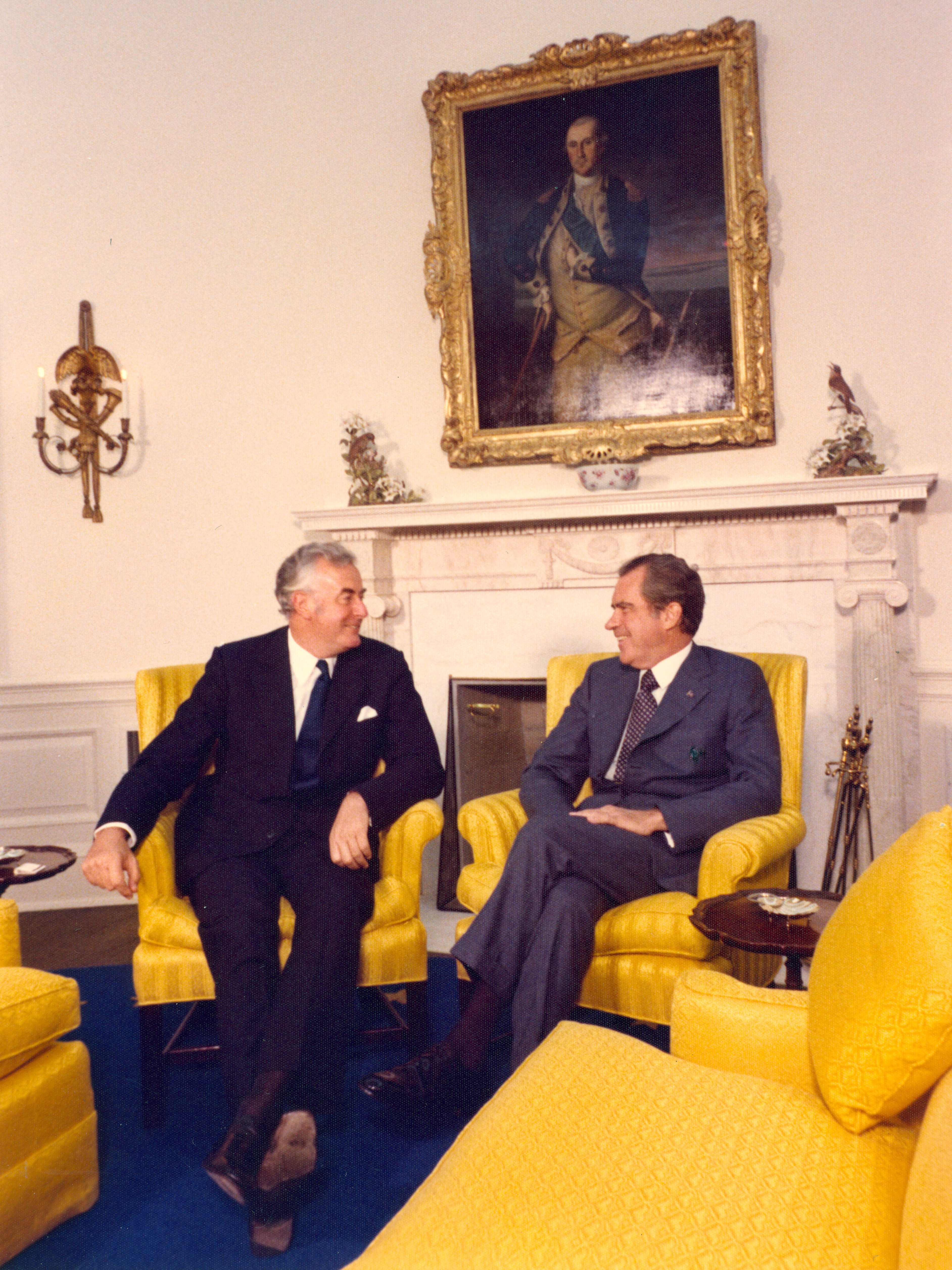
1973年，高夫·惠特拉姆（左）与时任美国总统理查德·尼克松

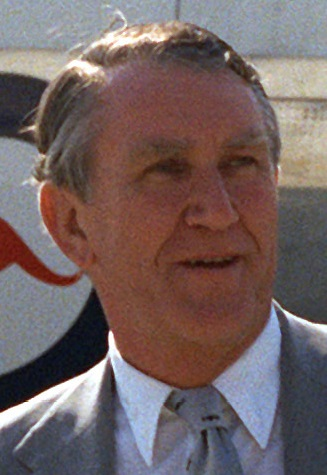
马尔科姆·弗雷泽

### 宪法
依据《澳大利亚宪法》，议会由君主、众议院和参议院三个部分组成。总督作为君主在澳大利亚的代表，依据宪法履行行政权力，包括极少使用“备用权力”。备用权力是在大部分君主权力转移到议会和政府后所保留的极少的王权。一般来说，总督通常只会对政府法案提供意见，但也可以独立行使备用权力对法案行使否决权。君主依据总理的建议以任命总督，在危机中发挥了很大作用的自由党领袖马尔科姆·弗雷泽，曾说，“女王在任期内不能被解任。但总督的任职却很随意，只要不再聘他，就会被总理换掉。”
和其他西敏制的议会一样，澳大利亚政府也是由议会下院，也就是众议院所信任的党派组成。不过，澳大利亚还有个强大的上院，也就是参议院，任何经由众议院所通过的法案要想成为法律，必须经过参议院的同意。参议院的组成并不是按各州人口来定，而是联邦各州拥有相同数量的议席。这一设计的初衷旨在吸引大陆上的各州加入联邦。宪法禁止参议院发起或修改资金法案，但没有限制参议院废除法案的能力。在1970年，惠特拉姆作为反对党领袖，曾对拨款法案表示，“我想在开始就说清楚，反对预算案并不会流于形式，在参众两院，我们会用尽所有反对派可以使用的方法。如果我们的行动受到阻碍，那么我们会在参议院对法案投反对票。我们的目的就是要否决这个预算案，并阻止其对政府的援助。”
在1975年危机爆发以前，宪法第67条关于总督解任现总理这一权力还从未行使过。在联邦内，仅在州督与州长这一层面上发生过两次类似的事件，两者间的矛盾最终以其中一方的离开收场。第一次发生在一战期间的1916年，时任新南威尔士州州长的威廉·霍尔曼因支持征兵而被工党开除，随后其在反对派的支持下拒不下台，并请示时任新南威爾士總督杰拉尔德·斯特里克兰爵士，建议通过立法使州议会下院的任期延长一年。斯特里克兰随即表示反对，指出这样的做法对工党并不公平，霍尔曼因此将其罢免。另一次则是1932年，由于新南威尔士州发生债务违约，联邦政府出面向其借款以摆脱该州困境。随后为管理各州政府的融资，政府决定各州一旦发生违约即由联邦强制没收该州财政收入以应对其债务违约。在此背景下，1932年时任州长的工党领袖杰克·朗以现金方式从账户内强制提走所有资金以支付政府雇员工资，同时作为对联邦政府冻结该州账户的回应。时任该州总督的菲利普·盖姆爵士，致信州长，明言尔等已触犯法律。同时警告，如果他要保住政府及那些部长的话，必须遵守法律。但朗拒不改正，并声言他不会辞职。随后盖姆总督解散了州政府并任命反对党领袖伯特伦·史蒂文斯组建一个看守政府，静待新的选举，而工党也在随后的选举中落败。
另外，宪法第57条也规定，在众议院前后两次通过同一法案，且表决间隔在3个月以上，但之后均被参议院否决的情况下，总督有权解散参众两院提前举行大选。在惠特拉姆之前，这种情况仅发生过两次，分别是1914年和1951年，当时总督在总理的建议下，按该条规定解散过议会两院。

### 政治局势
高夫·惠特拉姆领導的工党在1972年大选中，以众议院9席的优势力压已经执政了23年的自由党和国家党组成的保守派联盟获得组阁权，但保守派联盟仍然控制参议院。随后为兑现选前承诺，工党政府提出了一系列的新政措施和法案。反对党则利用自己控制的参议院，选择性地通过了部分法案。
1974年4月，面对反对党可能利用参议院阻碍拨款法案的通过的情况下，惠特拉姆在征得时任总督保罗·哈斯拉克爵士的同意后宣布解散议会两院，并于5月18日举行参众两院的大选。大选后，尽管工党的优势减少为5席，但是依然控制着众议院。参议院方面，工党与反对党各持29席，剩余的两席掌握在两个小党派手中，谁争取到他们就能获得参议院的多数席位。
哈斯拉克爵士于1969年出任总督，到该次大选后，五年的任期即将结束。惠特拉姆决定挽留哈斯拉克，希望其能再在总督位上留任两年。但哈斯拉克还是婉绝了他的好意，因为其与妻子事先约定只在亚拉伦拉待五年。总理随后不得不另觅人选，在遭到富商肯·迈尔的婉拒后，惠特拉姆相中了时任新南威尔士首席大法官的约翰·克尔爵士。但由于当时总督一职任期只有五年，且一般被视为政治退休前的最后选择，所以克尔更愿意在大法官任上再做十年。为了促成克尔接受总督的提名，惠特拉姆应其要求，私下同意如果克尔与工党五年后仍各在其位，那么工党将会提名克尔续任总督一职。此外惠特拉姆还保证将在财政立法时顾及克尔的想法，包括为总督及其身故后的遗孀设立退休津贴。对于立法一事，当时的反对党领袖比利·斯奈登也公开支持这一决定，并承诺假使以后重新执政也会促成克尔的第二个总督任期。在获得一系列的承诺后，克尔同意接受惠特拉姆的提名，并在获得女王伊丽莎白二世的任命后，于1974年7月11日宣誓就任第十八任澳大利亚总督。而当天恰巧即是惠特拉姆的58岁生日。
在大选和总督更迭等事尘埃落定之后，原先因大选而被推迟表决的六个法案第三次被提交议会审议，诚如此前预计的一样，法案再次被参议院否决。根据澳大利亚宪法第57章的规定，一个在参议院被否决了两次的法案，如果在两院大选之后仍未能被议会通过，且仍由参议院否决的话，总理可以要求总督召开两院联席会议进行表决。7月30日，惠特拉姆在征得总督同意后，于8月6日至7日间举行两院合议会议。这次会议是澳大利亚历史上唯一依照宪法第57章举行的联席会议，随后包括健康保险在内的六项法案在议会获得通过。

### 争议及职位空缺
1974年12月，由于急需新的资金来支持他的经济发展计划，惠特拉姆与他的三名阁僚（副总理兼财政部长吉姆·凯恩斯，澳洲律政部长参议员莱昂内尔·墨菲以及矿产和能源部长雷克斯·康纳）在总理府举行会议。会后他们签署了委托书，为能源部举债四十亿美元。事后，这份委托书被身为作家兼记者的艾伦·里德描述为“惠特拉姆政府的死刑执行令”。
早在1974年11月，康纳与其他相关部门部长就曾与巴基斯坦一名不入流的所谓金融家提拉特·科姆拉尼进行了接触。据称科姆拉尼与阿拉伯一些新兴富有的石油国家保有良好关系。但结果却是，无论是科姆拉尼或通过其它途径，所有为获取贷款所做的努力均告失败，而当“贷款事件”的消息流出后，政府的支持率大大降低。
1975年2月，惠特拉姆决定提名参议员墨菲出任最高法院大法官。根据规定，当时联邦创始州拥有最低10个名额的参议院议席，墨菲所在的新南威尔士州因此拥有10个参议院议席。如果对参议院进行半数改选，墨菲所在的半区并不在改选之列，那么按照比例代表制，工党会在新南威尔士的五个议席中拿下三个。但是如果墨菲的席位也需要一起加入改选的话，工党未必能在六个议席中获得四席。所以任命墨菲肯定会消耗掉工党一个议席，但惠特拉姆又非得任命墨菲出任大法官。按照成例，某州参议员缺省时，由该州议会委任一名与缺席议员同党派的前参议员递补临时空缺。但当时新南威尔士州州长汤姆·刘易斯认为，这个惯例只适用于因死亡或健康欠佳所造成的席位空缺，据此他安排由州议会选出的无党派人士前奥尔伯里市长克利弗·邦顿递补为参议员。
1975年3月，许多自由党议员认为斯奈登无法胜任反对党领袖一职，他在位期间使得惠特拉姆的工党占据了众议院的多数。当时在反对党内，马尔科姆·弗雷泽试图挑战斯奈登的领导地位，并于3月21日的党内选举中成功取代比利·斯奈登出任自由党领袖。在胜选后的新闻发布会上，弗雷泽说：

关于补充的问题—让我来这样回答。我通常认为当一个政府在众议院内选举出当政权利，有众议院成员支持并能得以维持，这样除非有特殊事件干预，当权者就有权期望可支配自己的三年任期……说了这么多……如果我们在某个阶段承认，政府是如此的应受谴责，以致于反对派必须使用他们所拥有的任何权力这样我想找出这样一个情况……惠特拉姆先生早上醒来，措手不及地发现某决议已经通过。

1974年底，惠特拉姆政府原副总理，兰斯·巴纳德也受到了凯恩斯的挑战并被迫下台。惠特拉姆随后委任他出任政府的外交官员，巴纳德并于1975年初接受了这一任命。而这一安排一旦通过，那么巴纳德的众议员一职将会由其所在的贝斯选区选出另一人担任。一旦委任安排通过，那么巴纳德从众议院辞职就会引发其所在选区贝斯的一场补选。工党成员基于对在众议院内优势的减弱忧虑，认为巴纳德即使辞职，但在没有选出递补者前，应该留在议会。党主席也是后来的总理鮑勃·霍克曾形容对巴纳德的委任决定是“一种疯狂的举动”。对应于自由党已经有了一个十分关照选民的候选人，工党此时则尚未选出候选人，即将迎来一场十分痛苦的预选。巴纳德辞职，被任命为驻瑞典大使。6月28日的选举最终证明了工党当时所处的灾难困境：他们失去了席位并且还增加了17%的反对者。
在接下来的一周，惠特拉姆通过影射凯恩斯与他的首席私人秘书朱尼·莫罗西之间的关系来误导议会对贷款事件的看法，以此向凯恩斯发难。而后凯恩斯被弗兰克·克林取代而降职。在凯恩斯被解任的同时，6月30日昆士兰州工党参议员伯蒂·米利那的逝世一事又使得参议院又有一席空缺。该州工党提名1974年该党在昆士兰州名单中最高位的非选举产生候选人马儿·克尔斯顿接替。这导致昆士兰州出现了僵局，实行一院制昆士兰州的立法机关两次对克尔斯顿投了反对票，而工党则拒绝提交其他替补候选人名单 。菲尔德在高等法院任职的资格被质疑。由于昆士兰州参议员缺席，会使得自由党和国家党取得30比29的暂时优势地位。

## 僵局

### 拨款法案延期
10月10日，澳大利亚最高法院裁定通过澳大利亚首都领地和北领地的两名参议员席位有效。为此在1976年6月需要对参议院进行半数改选。大部分新议员都将在7月1日上任。这意味着工党有可能在1976年7月1日前在参议院获得短暂的控制权，为了确保得到控制权，工党必须要夺得菲尔德（Field）和帮顿（Bunton）两个席位。这样工党可以在参议院取得33比31的控制权。可以较为方便地通过他们想要通过的议案。也可以通过之前两度被参议院否决的《选举再分配法》，使得他们在下次选举中取得优势。
记者阿兰·瑞德（Alan Reid）是这样描述1975年10月的僵局的：

虽然说用“邪恶之中的抉择”来形容这场形势是有些夸张，但可以说在1975年10月15日的紧张局势中，这两个政治派别没有一个是真的干干净净的。若不是阿尔伯特·帕特里克·菲尔德加入参议院，弗雷泽和自由党参议员们本无可能推延财政预算案。然而这并不是由澳大利亚的选民们决定的，而是由其中一个首领，反惠特拉姆的布耶克·彼得森……在财政供应延期之前就已经大胆实行他的计划了。澳大利亚宪法的改变，不是由人们的选票决定，而是通过他背后的议会支持者的个人巨大后盾决定的。

在高等法院的裁决之后，再加上即将在10月16日被参议院审议的财政法案，反对党领导人弗雷泽无法决定是否要封锁财政供应。他的传记记者，菲利普·艾瑞斯声称这里“不会再有政府丑闻”，“弗雷泽不会做出这样的事情”。然而科姆拉尼（与政府的声明相反）断言称康纳从来没有吊销他获得贷款的权力，并经常与他接触，即使到1975年中期亦是如此。次日，《墨尔本先驱报》宣布支持科姆拉尼的指控。第二天，康纳辞职。
弗雷泽决定封锁财政供应，召开了一个影子内阁会议并获得一致支持。在记者招待会上，弗雷泽列举了陷入困境的经济问题和持续的丑闻作为支持该决定的理由。他声称，如果没有新的拨款，国家的财政将在11月30日耗尽。
10月16日和17日，参议院一致决定推迟拨款法案，并声称如果惠特拉姆无法做到保证财政的供应，总督可以免去他的职位。

### 磋商和谈判
鉴于政治危机的一触即发，克尔于10月19日周日这天致电惠特拉姆，征求其对于总督寻求高等法院首席大法官加菲尔德·巴维克爵士对危机建议的支持。惠特拉姆当即予便予以了回绝，并指出自1914年澳大利亚初涉宪政之时至今，尚未有任何一名总督在类似情况下征询首席大法官的意见。10月21日，克尔在和惠特拉姆的通话中谈到关于埃里克特的观点时抱怨道“全都是乱弹，不是吗？”惠特拉姆也同意克尔的看法，随后总督要求政府为其提供一份辩驳埃里克特观点的书面法律意见。直至11月6日，克尔才收到政府出具的法律意见。记者兼作家的保罗·凯利在其两本叙述宪政危机的书中提到，给予总督法律援助的迟缓是惠特拉姆最大的败笔。10月21日，克尔依例征询惠特拉姆的建议，希望总理同意其与反对党领袖弗雷泽举行一次会面，惠特拉姆随后同意了总督的这一提议。当晚，弗雷泽与克尔举行了会谈，弗雷泽告诉克尔，反对党决意阻击预算案的通过。他表示，出于战术考虑，反对党将采取推迟预算案的表决而不是彻底否决该法案的策略。参议院的这一保留举措可以使预算案在之后任何适当的时机内通过。另外，他还表明了反对派支持埃里克特观点的态度。由于媒体未被告知谈话的具体细节，使得关于总督斥责反对派阻挠预算案的传闻甚嚣尘上，最终迫使总督府举行发布会澄清该谣言。
在整个危机事件中，克尔自始自终都未告知惠特拉姆他对于事态愈发关注的，也没有向总理征询解散政府可能性的建议。他认为无论他说什么都不能对总理施加任何影响，相反惠特拉姆极有可能向女王提请罢免其总督一职的请求。所以，尽管克尔与惠特拉姆一直和颜悦色，但始终未对总理吐露其真实想法。事后，工党参议院托尼·马尔维希尔回忆到：“惠特拉姆在每次党团会议上都说‘总督阁下……神情自若，恪尽职守’……他从没有反映过总督有任何的焦虑”。
政治僵局激发许多公众对于此事的关切，弗雷泽及其带领的自由党利用这一点来提升自己的支持率。自由党力图在这一拖延战术上组建统一战线。长期担任南澳大利亚州州长的托马斯·布雷福特爵士公开反对阻击预算案的行为，这也导致该州参议员邓·约瑟夫动摇了其支持这一战术的信心。弗雷泽于是一边委派党员展开一系列的磋商从中调和党内反对声音，另一方面则寻求业已退休的资深自由派总理罗伯特·孟席斯爵士的支持。在会见前总理时，他带了一份1947年孟席斯在维多利亚州议会中支持采用拖延战术的声明。最终孟席斯改变立场，表明虽然他对拖延战术表示反感，但在此时却也是不得已而为之的办法。有了前总理的声明，弗雷泽一时支持率显著攀升。
10月30日，克尔邀请惠特拉姆和工党参议院吉姆·麦克利兰共进午餐，并在餐桌上进行了一个简短的行政会议。席间，克尔提出一个这种方案。如果反对党通过拨款法案，那么惠特拉姆承诺不早于1976年5月至6月间举行参议院半数议席的选举，并且不得早于7月1日召集参议院开会，这样将消除反对党对工党短期内多数的忧虑。但惠特拉姆当时一心想剥夺参议院否决预算案的权利，以及击垮弗雷泽的领导，因此拒绝对此作出任何妥协。

### 决定
11月2日，弗雷泽主持召集了反对联盟的领导人会议。会议公报要求所有反对党参议员继续拖延预算案的表决，并且威胁假使克尔同意惠特拉姆关于参议院半数改选的方案，那么他们将要求全国4个非工党执政州的州督阻挠这次选举。会后，弗雷泽提出了一个妥协方案：即在半数改选参议员的同时举行众议院的选举，但惠特拉姆拒绝了这项提议。
早在10月22日，惠特拉姆就要求时任律政部長的凯普·恩德比就反对埃里克特观点起草一份法律意见书呈送总督。随后恩德比又将这一任务委托给副检察长莫里斯·拜耳及其属僚。11月6日，恩德比面见克尔，并呈上一份政府关于预算案的法律意见书，其中提到了关于现金短缺后政府的相应替代计划（公众可以从银行提取代金券而不是支票，待预算危机结束后可以凭此兑换现金），同时提出了反驳埃里克特的观点。当恩德比审查这份文件的时候发现，虽然文件支持政府的立场，但是也承认了参议院拥有宪法所赋予的阻挠预算案的权力，无论他们是否同意，这一“保留权利”将始终存在。恩德比在没有拜耳进行联署的情况下就将此反驳意见书呈送克尔，并且告诉总督他的反对意见。恩德比告诉克尔，拜耳的这份只是正式书面建议的“背景”，而正式文件将会由总理亲自撰写。那天晚些时候，克尔再度会晤弗雷泽，弗雷泽告诉他，如果克尔不解任惠特拉姆，反对党将会在国会批评总督失职。
在11月6日这天，克尔觉得无论政府还是反对党都不肯妥协，而长久下去国家资金将会枯竭。基于惠特拉姆不能使拨款法案顺利通过，又不能辞职或建议举行新的大选，总督决定解任总理。另一方面也是因为他担忧由于惠特拉姆因对未来时局没有更好的解决办法，而会要求女王解任他总督一职。克尔随后表示，在试图解任惠特拉姆一事上，很可能将女王卷入政治中。为了寻求对他这一想法的支持，他找到了首席大法官加菲尔德·巴维克爵士，就解任一事寻求他的意见。巴维克随后出具了份书面意见，确认在总理无法使拨款法案通过的时候，总督有权解任总理。
11月9日，弗雷泽与惠特拉姆取得联系，并邀请其前来与反对派举行磋商以解决争端。惠特拉姆答应了这一请求，并决定在11日早晨9点在国会大厦举行会谈。并且那天也是最后一天可以决定是否在圣诞节前举行大选的日子。10号晚间，执政党与在野党的领袖一同参加了墨尔本举行的市长晚宴。这也确保了反对派领导人能准时出席翌日在首都举行的会议，而惠特拉姆也乘坐专机在午夜抵达堪培拉。

## 罢免

### 总督府会议

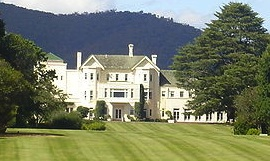
亚拉伦拉，澳大利亚总督官邸

11月11日上午9时，高尔·惠特拉姆和副总理弗兰·克林以及议会领袖弗雷德·达利一道会见了自由党和国家党的联盟领袖。双方未达成妥协。惠特拉姆告知对方他会建议约翰·克尔总督于12月13日进行一次半参议院选举，并且他在选举之前不会寻求临时的财政供应。马尔科姆·弗雷泽认为约翰·科尔不会在没有财政供应的情况下同意选举，故警告惠特拉姆说总督可能对选举一事持有自己的想法。惠特拉姆对此表示不屑，并在会谈破裂后致电约翰·克尔说他需要约见并建议举行半参议院选举。但两人那天上午都很忙：约翰·克尔出席了國殤紀念日活动，而惠特拉姆在议会参加一个党团会议并处理由反对党提交的一个不信任动议。两人商讨下午1时再会面，最终双方的办公室把时间定在12时45分。但惠特拉姆对会面时间的更改并不知情。惠特拉姆随后在他的党团会议上提出了他的半参议院选举要求并获批准。
与惠特拉姆通话后，克尔给马尔科姆·弗雷泽打了电话。据弗雷泽称，克尔问他如果他被任命为总理，他是否会稳固财政、建议进行双重解散选举并在选举之前压制来自惠特拉姆政府的新政策及调查。弗雷泽表示同意。尽管两人均承认这些问题是在克尔任命弗雷泽为总理的前一天提出的，克尔却否认他们是在电话中达成一致的。据科尔所说，弗雷泽应该在下午1时到达总督府。
惠特拉姆在离开国会大厦时被延误，而弗雷泽却提早离开，故弗雷泽首先到达总督府。他被带往前厅，同时其轿车被开走。惠特拉姆认为开走弗雷泽车的目的在于保证自己不会因为看到它而产生警觉。惠特拉姆说：“如果我知道弗雷泽先生已经在总督府了，我肯定不会进去。”但克林认为惠特拉姆未必会认出弗雷泽的车，因为那只是一辆普通的福特。据弗雷泽的传记作者菲利普·艾尔斯说：“一辆停在前面的白色轿车说明不了任何事情，它只是在那而已。”
惠特拉姆在1点前到达了总督府，并被一位助理领进克尔的办公室。惠特拉姆随身携带了一份正式要求举行半参议院选举的信并在两人落座后试图将信交给克尔。在两人对那次会面的叙述中，双方均认同克尔曾告知惠特拉姆他的总理任命已根据宪法第64条予以撤销，克尔随后交给惠特拉姆一封信及一份撤销理由的陈述。克尔后来写道，在这时惠特拉姆站起来，看着办公室里的电话说“我必须马上与白金汉宫取得联系。”惠特拉姆没有认同克尔的描述，并表示他曾询问克尔是否已征得白金汉宫方面的同意。克尔却回答说不需要，并且他有来自巴威克的建议。双方均表示克尔说过他们都要接受这个现实，惠特拉姆还回答道“‘你’当然会了。”这次免职以克尔祝惠特拉姆在选举中好运而告终，双方最后握手告别。
惠特拉姆离开后，克尔召来并告诉了弗雷泽免职一事，并询问他是否能组织一个看守政府，弗雷泽同意了。弗雷泽后来表示他听到这个消息最大的感受是轻松。弗雷泽离开后返回了国会大厦并与联盟领袖进行了协商，同时克尔动身前往一个在等待其出席的午宴，并对他的迟到表示了歉意，说他之前在忙于解散政府。

### 国会策略
惠特拉姆随后返回总理府，午饭后，他的幕僚纷纷抵达官邸，随后惠特拉姆宣布了他被总督解除职务的命令。当时，总理府内没有一名工党参议员在旁，而其余党内人士也并不知晓这一任免。惠特拉姆随后起草了一份致国会的信函，并匆匆赶赴国会大厦，并要求召开众议院闭门会议商讨对策。
早在惠特拉姆被解除职务前，工党政府原计划再次提交拨款法案，以期在参议院内获得通过。由于工党议员当时并不知道任免的事情，所以仍在按原计划行事。当时工党议员道格·麦克利兰按原计划在下午1点30分与反对党领袖罗杰·威瑟斯就法案举行磋商。威瑟斯随后参加了一个党内会议，并被告知弗雷泽获得了总理任命。威瑟斯随后表示将确保拨款法案获得通过。参议院会议随后召开，工党领袖肯·瑞德向参议院提交拨款法案。当时，他其实已被告知政府解散的消息，但由于缺少权威来源的证实，他拒绝相信。直至下午2点15分，确认消息传来，但此时撤回议案已为时太晚。下午2点24分，拨款法案在参议院表决通过。
在众议院，就谴责弗雷泽等人的动议辩论方才结束，随后工党成员就具体谴责内容进行修订，并表决通过。到下午2点34分，当弗雷泽宣布其已被任命为总理时，解任事件已传遍整个国会。弗雷泽随后宣布决定向总督提请解散参众两院，在其离开后众议院宣布休会。但弗雷泽的举动很快遭到打击，他的新政府随后在众议院屡受打击，众议院通过对其不信任案。并要求众议院议长戈登·斯科尔斯敦促总督重新任命惠特拉姆担任总理。斯科尔斯最初被告知总督当天不可能与其进行会晤，但在他宣称将重新召集众议院，并告诉议员总督拒绝会面的消息后，克尔随后安排在下午4点45分与其进行会谈。

### 解散眾議院

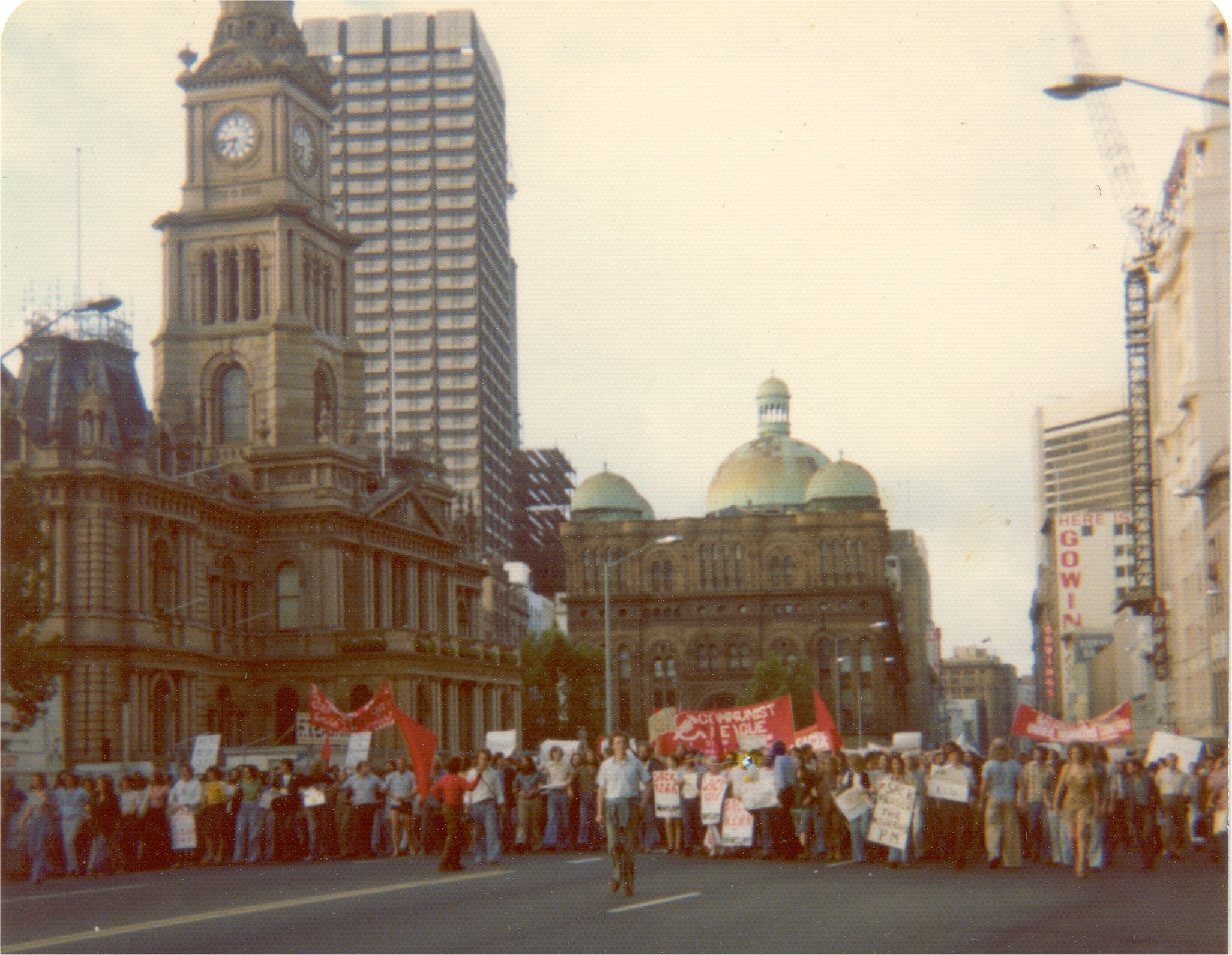
随着“解雇门”一事逐渐被公众所知晓，1975年11月11日在下午大约6時45分，抗议人群占领了悉尼市政厅外边的乔治街街道。

拨款法案在获得参众两院通过后，随即被送往亚拉伦拉的总督府，克尔代表女王签署御批。出于资金已确保，他接受了弗雷泽关于依据宪法第57条所规定的解散两院请求。弗雷泽提出两院解散后的选举在12月13日举行。克尔之后签署了解散国会的法令，并委派总督府秘书大卫·史密斯去国会大厦的前台阶梯处宣布这一信息。
下午4点45分，克尔接见斯科尔斯，并告诉其解散议会的消息。克尔写到在他们之间“没有任何事情发生”，但根据斯科尔斯的解释，他指责克尔在预约议长的时候就已经心存糟糕的想法，并且没有在聆听他的想法前就解散了议会。惠特拉姆后来承认对于斯科尔斯将拨款法案与克尔联系在一起，而不是将他们打发一事上，克尔无疑是聪明的。
在斯科尔斯与克尔进行会谈的时候，史密斯已经抵达国会大厦。那时由于解任一事已经为公众所知，引发了工党支持者的聚会抗议。支持者们占据了国会大厦周边的巷道，抗议人群中还有一部分是来自澳大利亚国立大学的群众。史密斯不得不从边门进入国会大厦，并用其自己的方式完成了其的使命。尽管人群的嘘声淹没了他的声音，他还是在“天佑女王”的结语中，读完了整个诰令。前总理惠特拉姆此时就站在他的身后，并对人群发表了讲话：

“我们常说天佑女王，那是因为不会有谁保佑总督！你们刚才听到总督府秘书宣读的这份任命马尔科姆·弗雷泽为总理的官方文告。毫无疑问，从1975年的阵亡将士纪念日起，弗雷泽作为克尔的卑鄙小人载入了澳大利亚的史册。现在他们不会再在这座大厦外保持沉默，即使大厦内已经沉静了几周……请压制你们的怒火，保存你们的热情，投入到竞选活动中去，直到大选的那天……”

## 后果影响

### 抗议活动
惠特拉姆被解任的消息在当天下午就传遍了整个澳大利亚，随即引发抗议示威活动。11月12日，斯科尔斯上書女王，恳请她恢复惠特拉姆的总理职务。女王的私人秘书马丁·查特里斯爵士于11月17日就此事复函：

据我们对此事的了解，澳大利亚宪法非常明确的规定王权已交到了女王陛下在澳洲的代表总督手中。唯一有权任免总理的是总督，女王陛下不会参与具体的决策，而总督应当依照宪法担负起他相应的责任。女王陛下作为澳大利亚的君主，对堪培拉所发生的事情表示高度关注，但这并不代表陛下会介入其中，因为这很明显会干涉到总督依据宪法行使其权利。

1975年11月12日，弗雷泽内阁向克尔宣誓就职。出于某些理由，克尔在会面中寻求保证，亦即联盟的参议员们在财政预算案过期之前绝不让步，“参议院绝对不会屈服，不是吗？”对于这些理由，参议员玛格丽特·吉尔福伊尔笑着对同僚说，“这一切他都知道。”吉尔福伊尔表示，尽管她做出这样的言论，这并不意味着暗示，联盟的参议员将会出线。然而，Kelly列出四个在职联盟参议员，他们将在接下来几年里进入议员席并参与投票拨款提案。
工党相信它依然有机会赢得选举，解雇门事件将是他们竞选时的一大利器。然而，一些工党的战略家们认为，目前该党正面临灾难。由于在经济上鲜有成就来支持，选民在投票日之前，情绪就会冷却。尽管如此，被解任的同时几乎立即开始参加竞选的惠特拉姆，所到之处均人山人海；11月24日，三万多人涌入悉尼禁苑（The Domain）参加其官方竞选发起活动。当天晚上，惠特拉姆在墨尔本节日大厅面对现场的7500人和全国电视观众，将11月11日称之为“弗雷泽的耻辱日——一个永留污名的日子”。
第一个星期的竞选活动结束时发布的民意调查显示，工党支持率下降了9个百分点。惠特拉姆的竞选团队起初并不相信，但更多的投票结果明确表态：选民正转向反对工党。直到最后的日子里，工党的竞选活动仍旧集中在惠特拉姆被解任这件事上，而没有开始着手解决经济问题。而此时的弗雷泽，对胜利充满信心，甘愿袖手旁观，避开细节，确保万无一失。在竞选中几乎没有暴力事件发生，但仍有三枚信封炸弹被邮寄出，其中一份在布杰尔克-彼得森的办公室致使两人受伤，而另外则两份分别给克尔和弗雷泽，但途中被截获并拆除。
在竞选期间，科尔家在悉尼购买了公寓，预备当工党获得胜利后，约翰爵士就辞职。在12月13日的选举中，保守派联盟赢得了创纪录的胜利，在众议院中以91席对工党的36席，而参议院方面则以35席对27席赢得多数。

### 遗留和影响
记者凯利在其对该危机的事后报道《1975年11月》一书中，把危机归咎于双方，认为弗雷泽引发了这次危机而惠特拉姆（一意孤行地）试图打倒弗雷泽并解散参议院。而真正要对此事负责的是总督克尔，他始终未能对总理坦诚相待。如凯利所说：

（克尔）应该坦白及勇敢地面对宪法和王室赋予他的职责。他应当从一开始就向他的总理袒露心扉，应该在任何适当的时机和地点向总理提出警告。必须意识到即使心存恐惧，但仍应按部就班，不是另辟蹊径。

这次解任事件一直被认为是澳大利亚宪政史上最深刻的危机。1977年，弗雷泽政府推动公投对四项宪法修正案进行表决，其中三项先后获得通过，这也是目前为止的最后一次修宪。三项修正案分别规定：参议员空缺时，必须由来自同一政党的前参议员进行替补；参议院保留否决拨款法案的权利；总督保留撤换总理的权力。当然这些权力至今尚未行使过。
自“解雇门”以后，工党便把矛头指向克尔，但凡克尔出现的地方，示威活动便如影随形。而留下的工党议员则抵制出席新议会的开幕。成为了反对党领袖的惠特拉姆此后对任何在总督府举行活动的邀请一律拒绝。克尔之后一直有邀请其参加活动，直至惠特拉姆在1977年女王访澳期间拒绝了克尔的一次邀请，使得克尔觉得再多的努力亦是徒劳。另外，惠特拉姆也拒绝与克尔展开对话。而克尔的工党一些朋友也纷纷与其断绝来往，他们认为克尔既背叛了工党还对惠特拉姆搞偷袭。克尔的夫人，安妮·克尔表示“（现在）这是不合理的场景，到处充斥着对我们有着敌意的人们。”
1977年，在遭受了第二次竞选失利以后，惠特拉姆辞去了工党领袖。弗雷泽在总理一职上做了七年，并在1983年3月的选举失利后，离开了自由党领袖的职位。
惠特拉姆此后反复斥责克尔在解任事件中所扮演的角色。当克尔1977年7月宣布辞去总督一职后，惠特拉姆评论道：“对于最后的波旁家族在巴士底日辞职是多么的合适”。1991年，惠特拉姆说道此后没有一位总督能像克尔那样担心被“蔑视和隔离”。2005年，惠特拉姆称克尔为“卑劣的人”。国家党领袖、副总理道格·安东尼对此评价“我始终不能原谅高夫（即惠特拉姆），因其将克尔钉在了十字架上的行为。”而加菲尔德·巴维克也没有逃过惠特拉姆的口诛笔伐，前总理将其称为是位“邪恶”的人。
然而惠特拉姆和弗雷泽后来则冰释前嫌，1997年惠特拉姆在评论弗雷泽的时候评论其“始终没有打算欺骗我” 。1999年关于变更澳大利亚国体的公投举行，本次公投旨在使澳大利亚施行共和。根据惠特拉姆讲稿撰写人格雷汉姆·柯德宝所述“对于女王代表剩余的怒火找到了个既有建设性的发泄口，就是推动澳大利亚变成共和国”。
后来克尔辞去了总督一职，但他仍试图在政府中获得一个职位，理由是其担任十年的总督。弗雷泽试图任命其出任驻联合国教科文组织的代表后引发了公众强烈抗议，并迫使政府撤消了这项提名，该职务最后由惠特拉姆出任。之后几年，克尔一家在欧洲度过了数年。1991年，克尔在澳大利亚去世，其去世的消息直至葬礼举行后才被公布。
在整个危机期间，惠特拉姆一直宣称国家党领袖安东尼与美国中情局有着过密的来往 。随后，据称克尔在整个事件中代表了美国政府的利益。最常见的指控是，中情局对克尔施加了影响，促使其解除了惠特拉姆的职务。早在1966年，克尔就已加入了一个名为文化自由协会的保守组织，后来被透露该组织受到了中情局的资助。曾因从事间谍活动而被苏联政府判罪的中情局雇员，克里斯托弗·博伊斯，事后声称中情局希望惠特拉姆远离政府，因为他一度威胁要关闭美国在澳大利亚的军事基地，包括松树谷美军基地。博伊斯还说，克尔被中情局称为“我们的克尔”。惠特拉姆后来写道克尔不需要来自中情局的任何鼓励。但他也说1977年美国副国务卿沃伦·克里斯托弗到悉尼进行了一次特殊的访问，并与其见面。会见中，克里斯托弗代表卡特总统告诉惠特拉姆，总统对无论哪一位澳大利亚人组建政府都表示欢迎。并且承诺，美国永远不再干扰澳大利亚的民主进程。
柯德宝总结了解雇门事件后克尔的命运：

解雇门事件的受益者，事后并没有费心去维护克尔，相反最终是抛弃了他。作者窃以为，约翰·克尔爵士才是这场解任事件最终受害者。历史最终验证了一个残酷的現實，就如1975年11月11日，惠特拉姆站在议会大厦台阶上讲的那句话：「诚如我们会说『天佑女王』，那是因为没有人会保佑总督。」

2020年7月，相關書信文件被要求解密，內容顯示辭退惠特拉姆一事女王事前並不知情，但克尔曾跟查爾斯王儲談及相關想法。親王甚至事後私下向克爾表示支持。

## 后续
2021年8月1日，马来西亚前首相马哈迪·莫哈末在部落格分享澳洲的此次政宪危机，并引述时任澳洲总理惠特拉姆当时宣布他不会让步举行选举，而时任总督约翰克尔在1975年11月11日解散工党政府，并委任时任反对党领袖马尔科姆弗雷泽出任看守政府的联邦总理。马哈迪指出，惠特拉姆当时一再表示总督只能根据其建议行事，而在一般的情况下，的确如此，但在紧急时期，总督确实拥有特权，因此当时的总督认为必须使用。他在撰文时虽然没有以马来西亚的情况作为比较，但时任马来西亚国家元首苏丹阿都拉自颁布紧急状态以来多次批评国盟政府，而时任马来西亚首相慕尤丁也不示弱给予强硬回应的时期，不免让人联想。